# Acacia aphylla
Acacia aphylla är en ärtväxtart som beskrevs av Bruce R. Maslin. Acacia aphylla ingår i släktet akacior, och familjen ärtväxter. Inga underarter finns listade i Catalogue of Life.

## Bildgalleri

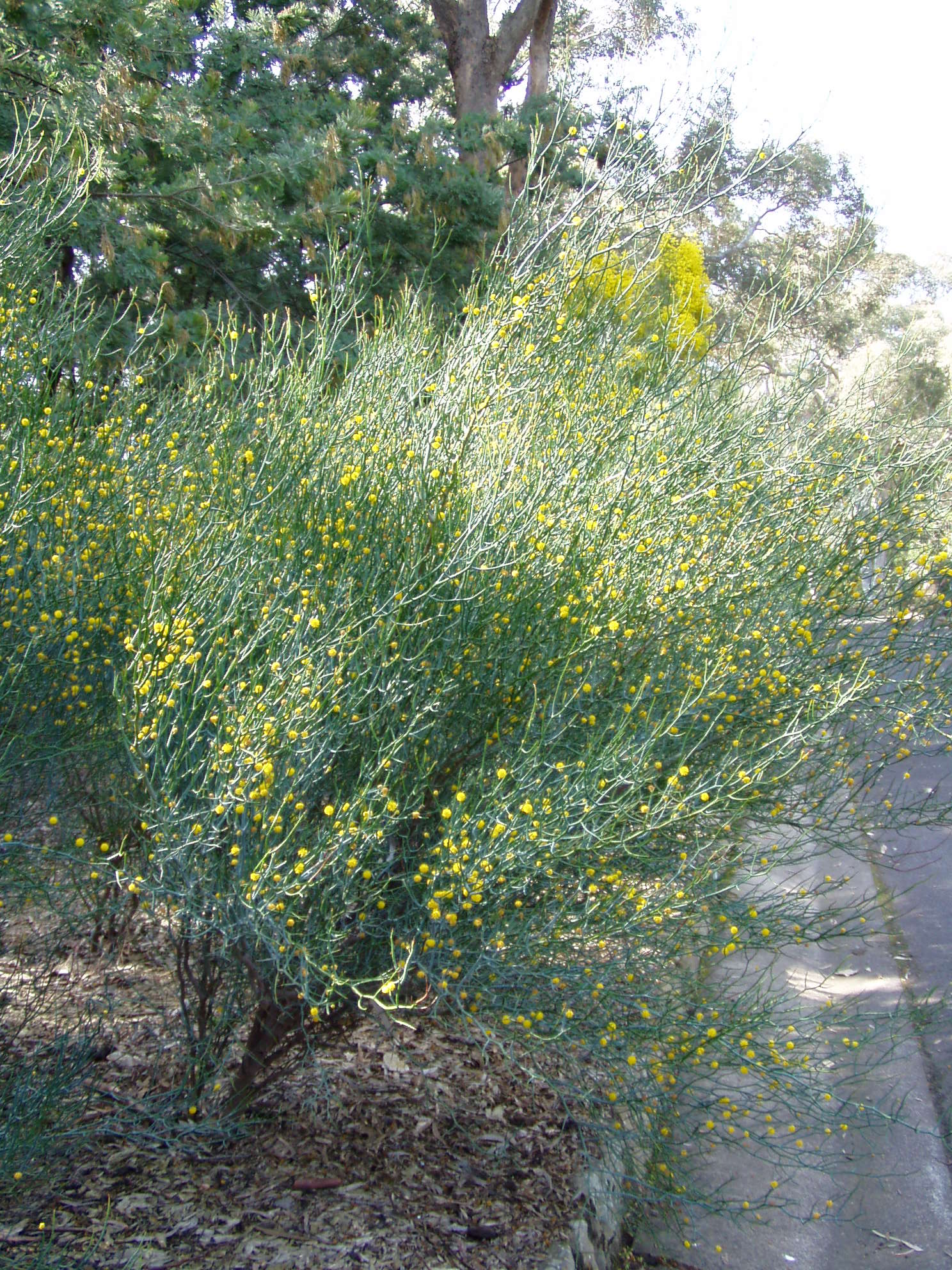
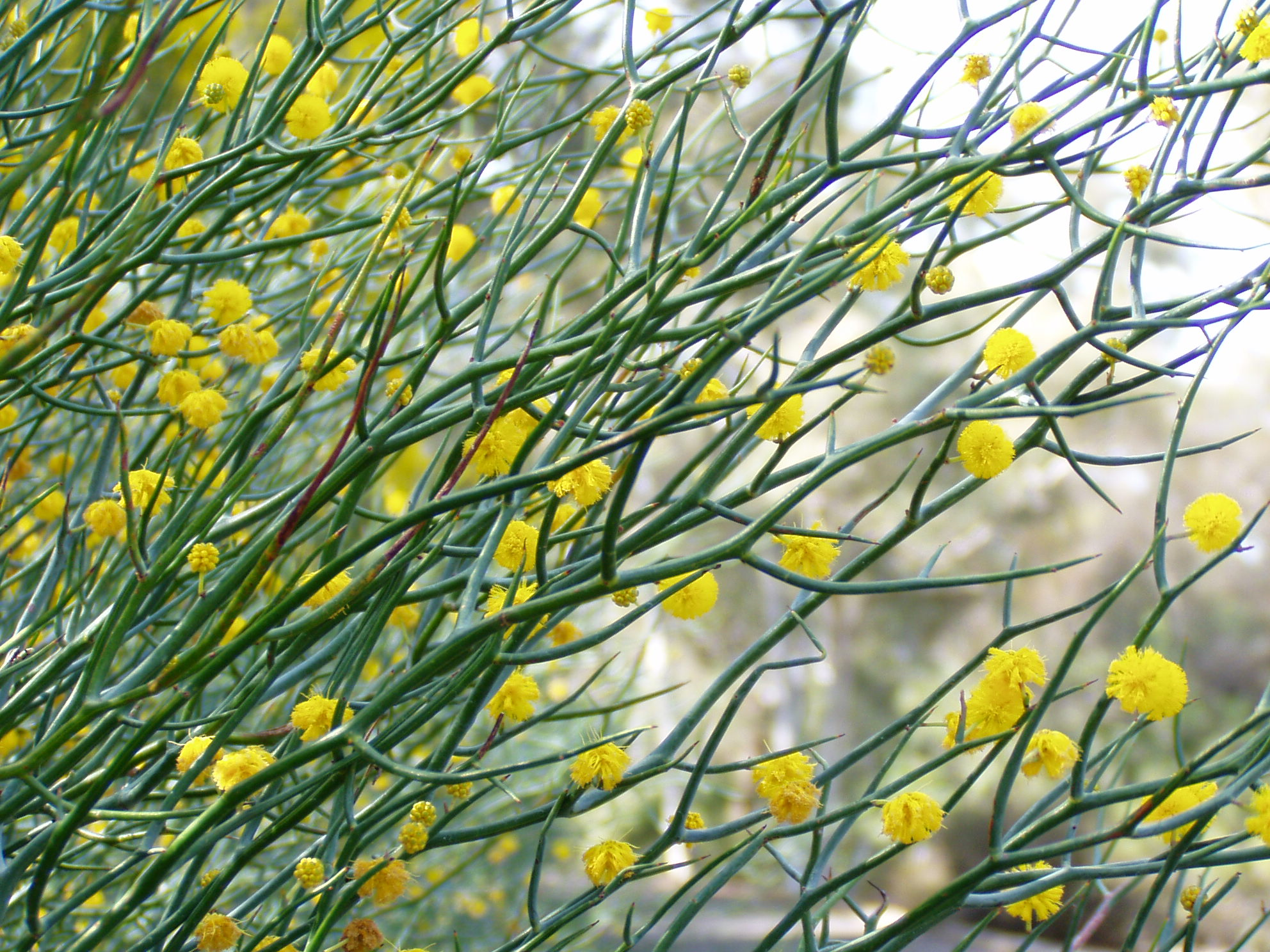
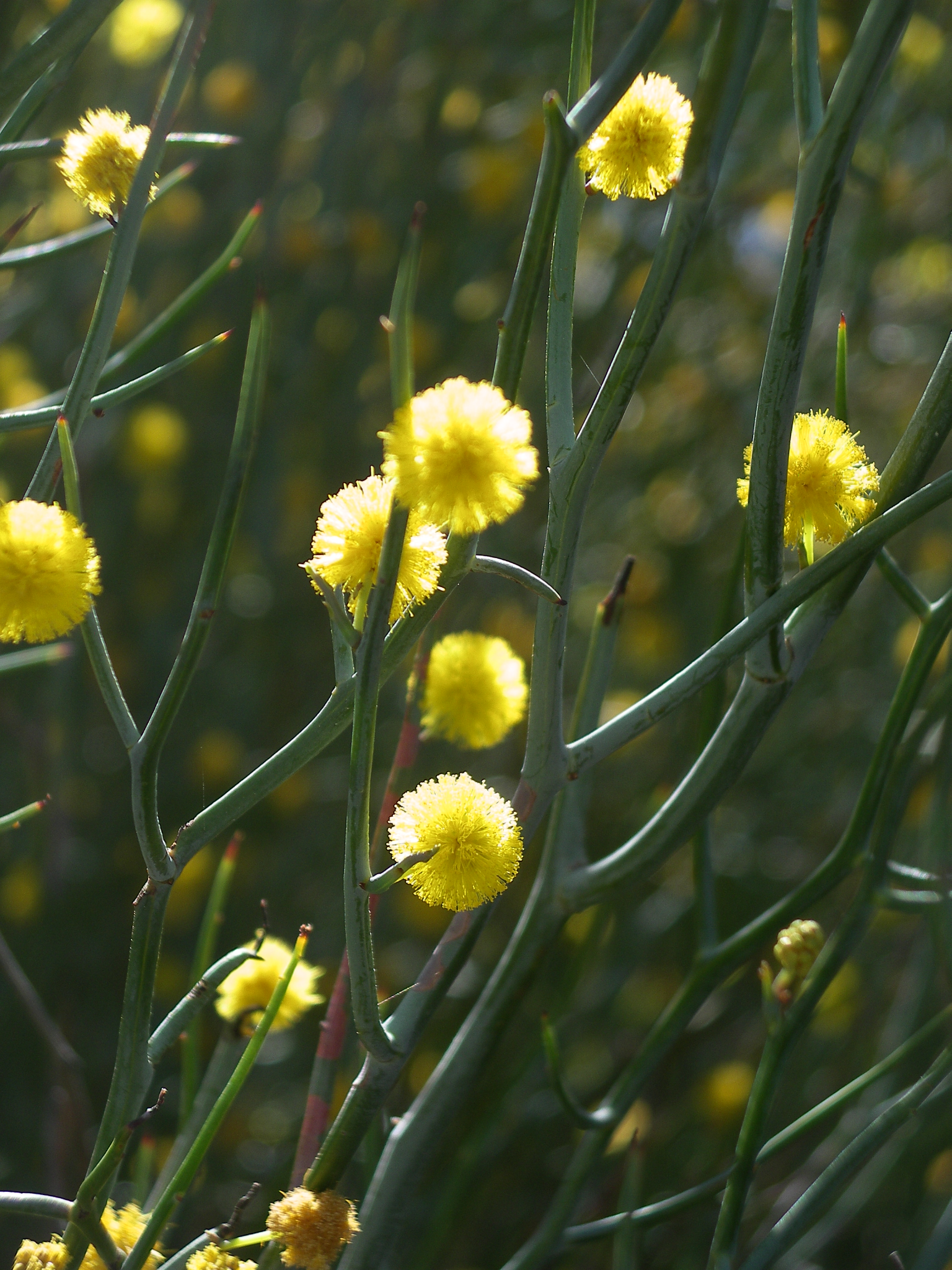
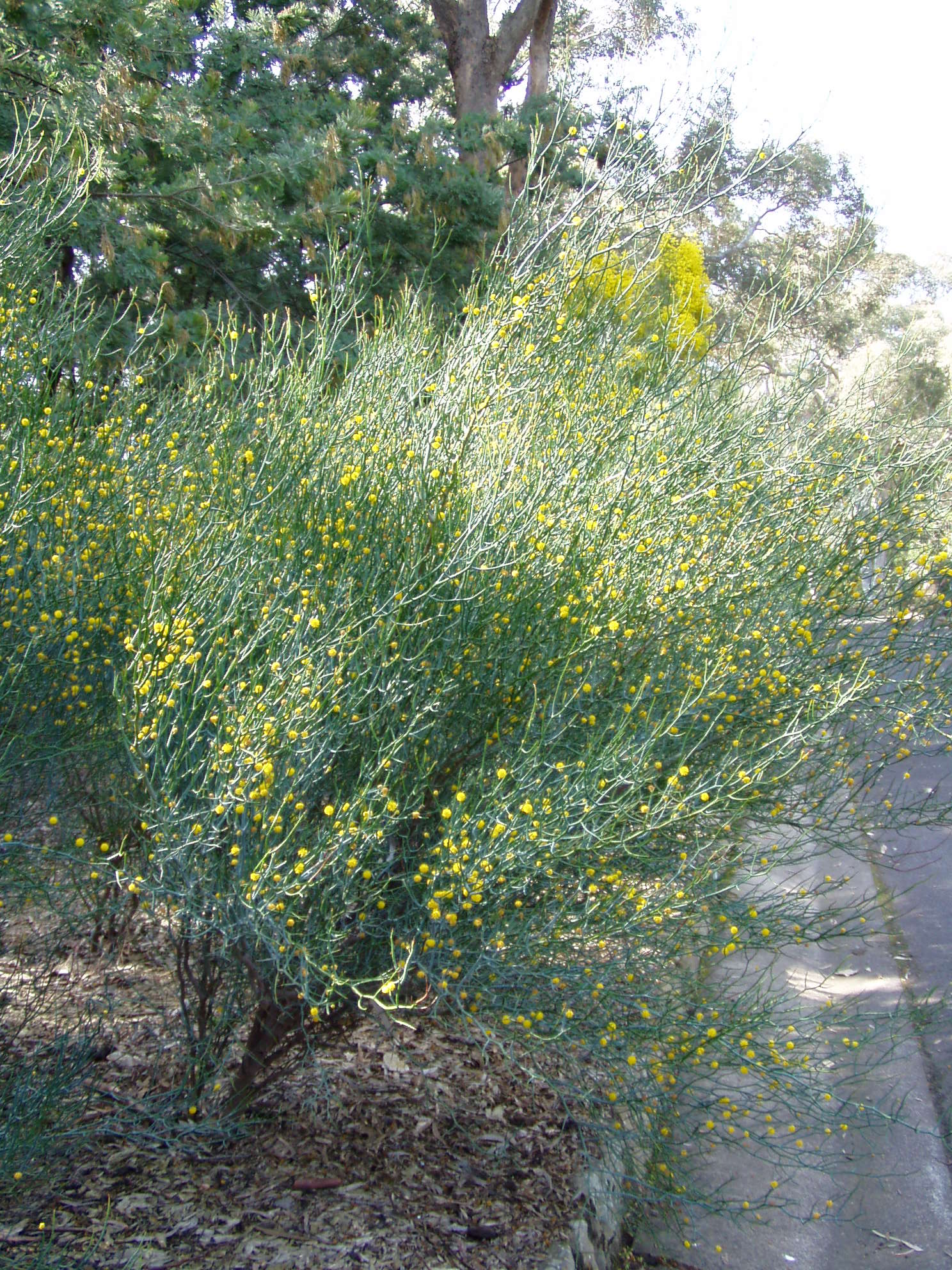